# Pietsch Auto & Marine Company
Pietsch Auto & Marine Company, vorher Pietsch Automobile Company, war ein US-amerikanischer Hersteller von Kraftfahrzeugen.

## Unternehmensgeschichte
Edward A. Becker, Laurence J. Pietsch und Carlos J. Ward gründeten Ende 1906 die Pietsch Automobile Company. Der Sitz war in Chicago in Illinois. Möglicherweise stellten sie zunächst Lieferwagen her. 1908 erfolgte die Umfirmierung in Pietsch Auto & Marine Company. Nun entstanden auch Personenkraftwagen. Der Markenname lautete Paco. 1909 endete die Produktion. Pläne von Laurence Pietsch, ab August 1909 in Kalamazoo in Michigan größere Mengen von Lieferwagen herzustellen, scheiterten.

## Fahrzeuge
Im Angebot standen Highwheeler. Sie hatten eine vordere Haube, die einer Motorhaube ähnelte, aber keinen Motor abdeckte, sowie einem Lenkrad. Damit sahen sie im Gegensatz zu vielen anderen Highwheelern mehr wie gewöhnliche Autos aus. Ein Zweizylindermotor war unter dem Sitz montiert und trieb die Hinterachse an. Bei den Pkw leistete er 10 PS und bei den leichten Lieferwagen 12 PS. Zur Wahl standen Runabout für 400 US-Dollar und Surrey für 500 Dollar.